# Alexander Kowalski
Alexander Kowalski (né en 1978) est un producteur et disc jockey allemand de techno.

## Biographie
Né à Greifswald, Kowalski déménage à Berlin en 1978, où il vit depuis. Sa carrière musicale commence en 1997, après avoir découvert des disques de techno et de house. Il se procure du matériel et produit ses premiers morceaux. Après ses premières apparitions en tant que live act, son morceau The Wide Theatre apparait en 1998 sous l'alias DisX3 sur la compilation intitulée Headquarters du label berlinois Tresor Records. En 1999, il publie ses premiers EP et en 2001 son premier album Echoes sur Kanzleramt Records. Les albums Progress (2002) et Response (2004) sont également publiés.
En 2006, l'album Changes, essentiellement marqué house, sort,.
En 2020, il réalise un remix du morceau The Almond is Opening Remixes de W/CYA sous son alias D_Func.

## Discographie

### Albums studio
- 1999 : Brothers in Mind (sous le nom DisX3)
- 1999 : Sequenzed Function (sous le nom DisX3)
- 1999 : Untitled (sous le nom isX3)
- 2001 : Chaos Space Marines (sous le nom DisX3) (avec Bandulu)
- 2001 : Echoes
- 2002 : Progress
- 2003 : Response
- 2006 : Changes
- 2018 : Cycles

### Singles
- 1999 : Auto Cycles (EP) (sous le nom DisX3)
- 2000 : Functones (sous le nom D_Func)
- 2000 : Dark Soul
- 2000 : Live
- 2001 : Echoes / Phasis
- 2001 : Progress
- 2001 : Art of Function (sous le nom DisX3)
- 2002 : Waves Vol. 1 (sous le nom DisX3)
- 2002 : All I Got to Know
- 2002 : Hot Spot/Delicious
- 2003 : Waves Vol. 2 (sous le nom DisX3)
- 2003 : Belo Horizonte
- 2004 : Lock Me Up
- 2004 : You Think You Know

### Remixes
- 2020 : The Almond is Opening Remixes de W/CYA (sous le nom D_Func)

### Co-productions

#### Double X
- 1999 : Strain One's Ears (album)
- 1999 : unGleich 1
- 2000 : UnGleich in Exile (album)
- 2003 : Charis
- 2004 : A:LIVE (album)
- 2004 : Flashbacks